# Saskia Wendel
Saskia Wendel (* 6. Oktober 1964 in Ludwigshafen am Rhein) ist eine deutsche katholische Theologin, Religionsphilosophin und zurzeit Professorin für Fundamentaltheologie an der Katholisch-Theologischen Fakultät der Eberhard-Karls-Universität Tübingen.

## Leben
Saskia Wendel studierte katholische Theologie (Diplom), Philosophie und Germanistik (beides Staatsexamen) an der Albert-Ludwigs-Universität Freiburg i. Br. und der Universität Freiburg (Schweiz). Nach dem Diplom in Theologie und Staatsexamen in Philosophie wurde sie 1996 mit einer Arbeit über Jean-François Lyotards Ethikkonzept in Philosophie promoviert. Nach einem Lehrauftrag an der Gesamthochschule-Universität Kassel war Wendel von 1996 bis 2001 wissenschaftliche Assistentin am Seminar für Philosophische Grundfragen der Theologie an der Katholisch-Theologischen Fakultät der Universität Münster, wo sie sich 2001 im Fach Katholische Theologie mit einer Schrift zum Zusammenhang von Subjektphilosophie und Deutscher Mystik habilitierte und die Venia Legendi für Fundamentaltheologie und Religionsphilosophie erhielt. Von 2001 bis 2003 war sie, neben einer Gastprofessur am Institut für Christliche Philosophie der Universität Innsbruck 2002, Hochschuldozentin für Religionsphilosophie und Fundamentaltheologie an der Katholischen-Theologischen Fakultät der Universität Münster, bevor sie von 2003 bis 2006 als Professorin für Systematische Philosophie, Religionsphilosophie und Fundamentaltheologie an der Theologischen Fakultät Tilburg (Niederlande) lehrte. Nach einer weiteren Gastprofessur für Dogmatik an der Katholisch-Theologischen Fakultät der Universität Wien 2007 und einer Tätigkeit als Fellow am Max-Weber-Kolleg der Universität Erfurt 2007/2008 hatte Wendel von 2008 bis 2021 den Lehrstuhl für Systematische Theologie am Institut für Katholische Theologie der Universität zu Köln inne. In dieser Zeit war sie von 2013 bis 2020 stellvertretende Direktorin das Graduiertenschule der Kölner Philosophischen Fakultät (a.r.t.e.s.). Seit dem Wintersemester 2021/22 hat sie den Lehrstuhl für Fundamentaltheologie der Katholisch-Theologischen Fakultät der Universität Tübingen inne. Seit 2016 gehört sie außerdem als gewähltes Mitglied dem DFG-Fachkollegium „Theologie“ an.

## Forschungsschwerpunkte
- Philosophische und theologische Anthropologie, v. a. Theorien der Verkörperung, Subjekt-, Freiheits- und Bewusstseinstheorien, Theorien der Intersektionalität, Gender-Theorie
- Religiöse Epistemologie und rationale Verantwortung christlicher Selbst- und Weltdeutung; Verhältnisbestimmung von Vernunft, Glaube und Offenbarung; Wissenschaftlichkeit der Theologie
- Theologie der Religionen
- Philosophische/theologische Gotteslehre
- Theologien der Mystik
- Theologieverständnis im Kontext politischer und befreiender Theologien; Religion, Theologie und gender[2]

## Aktuelle Forschungsprojekte
- Ist „glauben“ ein universales Vermögen? Zur Möglichkeit des Glaubensvollzugs bei von Geburt an starker kognitiver Beeinträchtigung[3]

## Schriften (Auswahl)
- Jean-François Lyotard. Aisthetisches Ethos. Wilhelm Fink, München 1997, ISBN 3-7705-3256-2 (Zugleich: Freiburg (Breisgau), Univ., Diss., 1996: Aisthetisches Ethos.).
- Affektiv und inkarniert. Ansätze Deutscher Mystik als subjekttheoretische Herausforderung (= Ratio fidei. Bd. 15). Pustet, Regensburg 2002, ISBN 3-7917-1824-X (Zugleich: Münster, Univ., Habil.-Schr.).
- Feministische Ethik zur Einführung. Junius, Hamburg 2003, ISBN 3-88506-374-3.
- Christliche Mystik. Eine Einführung (= Topos-plus-Taschenbücher, Bd. 527 Positionen). Pustet, Regensburg 2004, ISBN 3-7867-8527-9.
- Religionsphilosophie (= Reclam-Taschenbuch, Nr. 20333 Grundwissen Philosophie). Reclam, Stuttgart 2010, ISBN 978-3-15-020333-0.
- Reading the Body of Christ. Eine geschlechtertheoretische Relecture. (Hg. zusammen mit Aurica Nutt). Schöningh, Paderborn 2016, ISBN 978-3-506-78492-6.
- Streit um die Freiheit. (Hg. gemeinsam mit Klaus von Stosch, Martin Breul, Aaron Langenfeld). Schöningh/Brill, Paderborn 2019, ISBN 978-3-506-79216-7.
- Envisioning the Cosmic Body of Christ. Materiality, Incarnation and Ecology. (Hg. gemeinsam mit Aurica Jax). Routledge, Abingdon 2019, ISBN 978-0-367-78433-1.
- Vernünftig glauben – begründet hoffen. Praktische Metaphysik als Basisreflexion rationaler Theologie. (Gemeinsam mit Martin Breul). Herder, Freiburg (Breisgau) 2020, ISBN 978-3-451-38652-7.
- In Freiheit glauben. Grundzüge eines libertarischen Verständnisses von Glauben und Offenbarung. Pustet, Regensburg 2020, ISBN 978-3-7917-3136-0.
- Analytische und Kontinentale Theologie im Dialog. (Hg. gemeinsam Hans-Joachim Höhn, Gregor Reimann und Julian Tappen). Herder, Freiburg (Breisgau) 2021, ISBN 978-3-451-02314-9.
- Die "Leib Christi"-Metapher : Kritik und Rekonstruktion aus gendertheoretischer Perspektive, Transcript, Bielefeld 2023, ISBN 978-3-8376-6509-3.